# 伊達村緝
伊達 村緝（だて むらつぐ、むらまさ）は、仙台藩一門第八席・岩出山伊達氏第5代当主。

## 生涯
宝永4年（1707年）岩出山伊達氏第4代当主・伊達村泰の嫡男として生まれる。幼名は大力。
享保元年（1716年）藩主伊達吉村に御目見する。享保4年（1719年）藩主吉村の加冠で元服し、偏諱を受けて主馬村緝と名乗る。
父村泰より宝蔵院流槍術を、家臣氏家知平に三冨流刀術を学び伝を極めた。
享保16年（1731年）父の村泰死去により家督相続。元文年（1736年）2月25日死去。享年30。家督は嫡男村通が相続した。